# Dolichopus hirstitarsis
Dolichopus hirstitarsis är en tvåvingeart som beskrevs av Harmston 1952. Dolichopus hirstitarsis ingår i släktet Dolichopus och familjen styltflugor.
Artens utbredningsområde är Kalifornien. Inga underarter finns listade i Catalogue of Life.